# Maria Spiropulu
Maria Spiropulu (en griego: Μαρία Σπυροπούλου) es una física experimental en el Instituto de Tecnología de California. Es miembro de la colaboración del Experimento CMS en el gran colisionador de hadrones donde se descubrió el bosón de Higgs en 2012.

## Biografía
Maria Spiropulu obtuvo su Grado en Física en la Universidad Aristóteles de Salónica en 1993, y su Doctorado con el expertimento CDF en la Universidad de Harvard en 2000. Para su tesis doctoral, aplicó por primera vez en colisionadores de hadrones un novedoso método de análisis doble ciego para buscar evidencias de supersimetría. Excluyó una gran parte del espacio de parámetros donde se esperaba que emergieran las partículas SUSY.
Desde 2001 hasta 2003, Spiropulu continuó en el experimento CDF como colega de Enrico Fermi en la Universidad de Chicago, usando firmas de energía transversal faltante para buscar dimensiones extra y supersimetría. En 2004, se pasó al CERN como científica investigadora con el experimento CMS. Durante los años 2005 a 2008, trabajó como co-convocante del grupo de análisis de física CMS en la búsqueda de supersimetría y otros fenómenos más allá del Modelo Estándar. Fue física de investigación de alto nivel en el CERN hasta 2012, y ha sido profesora de Física en el Instituto de Tecnología de California desde 2009. Inventó, con su estudiante Chris Rogan y los colaboradores Maurizio Pierini y Joseph Lykken, un nuevo conjunto de variables cinemáticas que apuntan al descubrimiento y la caracterización de la nueva física en el LHC.
En 2014, fue elegida para la cátedra del Foro Internacional de Física de la Sociedad Estadounidense de Física, y estuvo en el cargo hasta 2016. Es miembro del Comité Consejero de Física Fermilab, y desde principios de 2016, es miembro del Panel Conjero de Física de Alta Energía (HEPAP) en el Departamento de Energía de los Estados Unidos y en la Fundación Nacional de Ciencia.
Spiropulu es la bisnieta académica de Enrico Fermi, a través de su asesor de doctorado John Huth, y el asesor de este, Owen Chamberlain.

## Premios
En 2008, Spiropulu fue elegida como Socia de la Asociación Estadounidense para el Avance de la Ciencia, "por su liderazgo en física experimental de alta energía, en particular por sus esfuerzos pioneros en la búsqueda experimental de supersimetría y dimensiones extra." En 2014, fue nombrada Socia de la Sociedad Estadounidense de Física.